# Jáderson
Jáderson Flores dos Reis, noto semplicemente come Jáderson (Porto Alegre, 12 agosto 2000), è un calciatore brasiliano, attaccante del Remo.

## Carriera
Cresciuto nel Cruzeiro-RS, debutta in prima squadra il 26 marzo 2017 in occasione del match del Campionato Gaúcho vinto 2-0 contro l'Ypiranga-RS. Pochi mesi più tardi viene acquistato dall'Athl. Paranaense, che lo aggrega al proprio settore giovanile.
Ad inizio 2019 viene promosso in prima squadra ed il 10 marzo fa il suo esordio nel match del Campionato Paranaense vinto 8-2 contro il Toledo EC; il 20 luglio seguente debutta anche in Série A entrando in campo nei minuti finali della trasferta vinta 4-0 contro il CSA.
Dopo aver preso parte al Campionato Paranaense 2020, il 13 luglio viene ceduto in prestito al Santa Cruz, con cui colleziona venti presenze in Série B realizzando anche la sua prima rete, nel match vinto 6-1 contro l'Imperatriz.
Rientrato all'Athlético Paranaense, viene confermato in rosa in vista della stagione 2021; il 21 luglio debutta in Coppa Sudamericana giocando gli ultimi minuti della sfida vinta 4-1 contro l'América de Cali.

## Statistiche
Statistiche aggiornate al 17 luglio 2021.

### Presenze e reti nei club
| Stagione        | Squadra          | Campionato      | Campionato | Campionato | Coppe nazionali | Coppe nazionali | Coppe nazionali | Coppe continentali | Coppe continentali | Coppe continentali | Altre coppe | Altre coppe | Altre coppe | Totale | Totale | Totale |
| Stagione        | Squadra          | Comp            | Pres       | Reti       | Comp            | Pres            | Reti            | Comp               | Pres               | Reti               | Comp        | Pres        | Reti        | Pres   | Reti   |        |
| --------------- | ---------------- | --------------- | ---------- | ---------- | --------------- | --------------- | --------------- | ------------------ | ------------------ | ------------------ | ----------- | ----------- | ----------- | ------ | ------ | ------ |
| 2017            | Cruzeiro-RS      | PD/RS           | 2          | 0          |                 | -               | -               |                    | -                  | -                  |             | -           | -           | 2      | 0      |        |
| 2019            | Athl. Paranaense | A1/PR+A         | 9+1        | 0          | CB              | 0               | 0               | CL                 | 0                  | 0                  |             | -           | -           | 10     | 0      |        |
| 2020            | Athl. Paranaense | A1/PR+A         | 8+0        | 0          | CB              | 0               | 0               |                    | -                  | -                  |             | -           | -           | 8      | 0      |        |
| 2020            | Santa Cruz       | A1/PE+C         | 0+20       | 1          | CB              | 0               | 0               |                    | -                  | -                  |             | -           | -           | 20     | 1      |        |
| 2021            | Athl. Paranaense | A1/PR+A         | 11+5       | 1+0        | CB              | 0               | 0               | CS                 | 1                  | 0                  |             | -           | -           | 17     | 1      |        |
| Totale carriera | Totale carriera  | Totale carriera | 56         | 2          |                 | 0               | 0               |                    | 1                  | 0                  |             | -           | -           | 57     | 2      |        |

## Palmarès

### Club

#### Competizioni statali
- Campionato Paranaense: 2

Athl. Paranaense: 2019, 2020

#### Competizioni nazionali
- Coppa del Brasile: 1

Athl. Paranaense: 2019